# Orchestre philharmonique de Saint-Pétersbourg
L'Orchestre philharmonique de Saint-Pétersbourg (en russe : Симфонический оркестр Санкт-Петербургской филармонии) est le plus vieil orchestre symphonique de Russie. Réputé dans le monde entier, il a fêté en 2007 son 125e anniversaire.

## Histoire

### L'époque impériale
Fondé en 1882 dans la ville qui était la capitale de la Russie impériale d'alors, l'orchestre joue uniquement pour le tsar Alexandre III et sa cour et a pour nom « Chœur impérial de musique ». Son concert d'inauguration a lieu le 25 décembre 1882.
Dans les années 1900, il commence à donner des concerts devant un public plus large et s'ouvre sur la musique non-russe : Richard Strauss le dirige pour un concert en 1912.

### Les années soviétiques

#### Un orchestre qui s'affirme, des chefs qui émigrent…
La révolution russe de 1917 le transforme en un orchestre d'État. Un an plus tard, il est intégré au tout nouvel Orchestre philharmonique de Pétrograd (nouveau nom de Saint-Pétersbourg) dirigé par Serge Koussevitzky. Mais celui-ci émigre aux États-Unis en 1920 et c'est Emil Cooper qui lui succède pour trois ans. Émigrant lui aussi en Amérique, c'est au tour de Valeri Berdiaev puis de Nikolai Malko de prendre la tête de l'orchestre. Pendant les quatre ans où il exerce cette fonction, celui-ci crée notamment les deux premières symphonies de Dmitri Chostakovitch. Mais en 1930, lui aussi fuit à l'Ouest. Entretemps, l'orchestre commence à être reconnu internationalement et des invités célèbres viennent le diriger, en URSS ou lors de tournées à l'étranger : Bruno Walter, Ernest Ansermet, Hans Knappertsbusch…
En 1924, il prend le nom d'Orchestre philharmonique de Léningrad, après que Pétrograd a été renommé Léningrad en hommage posthume à Lénine.

#### Les années Mravinski (1938-1988)
À  partir de 1938, le jeune chef Ievgueni Mravinski prend les rênes de l'orchestre pour un demi-siècle, un record dans les annales de la musique. Mravinski marque son « règne » par la création de nombreuses œuvres de compositeurs soviétiques : il conduit notamment les premières de huit des symphonies de Chostakovitch, un de ses amis. Il effectue plusieurs enregistrements, principalement de concerts, n'aimant pas les prises en studio.
Il a pour assistants Kurt Sanderling (de 1942 à 1960), Arvīds Jansons (1961 à 1973) et à partir de 1973 le fils de celui-ci, Mariss Jansons qui, en plus de mener une brillante carrière à l'étranger, a continué de diriger occasionnellement l'orchestre russe.
Parmi les chefs invités depuis la fin de la Seconde Guerre mondiale, citons encore les noms de Leopold Stokowski, Charles Munch, André Cluytens, Igor Markevitch, Josef Krips, Zoltán Kodály et Benjamin Britten. En 1988, Mravinski, affaibli par la maladie, se retire et meurt.

### Depuis 1988
Iouri Temirkanov lui succède comme directeur musical de l'orchestre et le demeure jusqu'en 2022.
En 1991, l'orchestre retrouve son nom originel d'Orchestre philharmonique de Saint-Pétersbourg, la dislocation de l'URSS ayant fait retrouver à Léningrad son nom prérévolutionnaire.
La majorité des concerts de l'orchestre a lieu aujourd'hui à la Philharmonie de Saint-Pétersbourg, un bâtiment du début du XIXe siècle, restauré depuis.

## Directeurs musicaux
| Période     | Nom                |
| ----------- | ------------------ |
| 1882-1907   | Hermann Fliege     |
| 1907-1917   | Hugo Varlikh       |
| 1917-1920   | Serge Koussevitzky |
| 1920-1923   | Emil Cooper        |
| 1924-1926   | Valeri Berdiaev    |
| 1926-1930   | Nikolaï Malko      |
| 1930-1934   | Alexandre Gaouk    |
| 1934-1937   | Fritz Stiedry      |
| 1938-1988   | Ievgueni Mravinski |
| 1988-2022   | Iouri Temirkanov   |
| depuis 2022 | Nikolaï Alekseïev  |

## Annexe

### Sources
- (en) L'Orchestre philharmonique de Saint-Pétersbourg sur All music
- (en + ru) Histoire de l'Orchestre philharmonique de Saint-Pétersbourg sur son site officiel